# Ogadenkriget
Ogadenkriget, Etiopisk-somaliska kriget (somaliska: Dagaalkii Xoraynta Soomaali Galbeed), var en väpnad konflikt mellan Somalia och Etiopien 1977–1978, där man slogs om Ogadenområdet. Dess natur är typisk för Kalla kriget, där Sovjet plötsligt ändrade sig, från att tidigare ha stött Somalia, till att i stället stödja Etiopien, som tidigare fått stöd av USA. Kriget slutade då Somalias militär retirerade över gränsen, och vapenstillestånd förklarades. Etiopien räddades från ett stort nederlag och en permanent förlust av territoriet på grund av en massiv luftbro av militär utrustning (7 miljarder euro), ankomsten av 16 000 kubanska soldater, 1 500 sovjetiska rådgivare och 2 brigader från Jemen. Trots det förblev stora delar av Ogaden i somaliska händer till 1980.

### Fotnoter
1. ↑  Gebru Tareke, "The Ethiopia-Somalia War of 1977 Revisited," International Journal of African Historical Studies, 2000 (33), p. 648.
2. ↑  Gebru Tareke, "Ethiopia-Somalia War," p. 645.
3. ↑  Payton, Gary D. (November–December 1979). ”The Soviet-Ethiopian Liaison: airlift and beyond”. Air University Review. Arkiverad från originalet den 23 november 2007. https://web.archive.org/web/20071123214224/http://www.airpower.maxwell.af.mil/airchronicles/aureview/1979/nov-dec/payton.html. Läst 10 februari 2008.
4. ↑  Gebru Tareke, "Ethiopia-Somalia War," p. 656.
5. ↑  ”Ethiopia”. UCDP - Uppsala Conflict Data Program. Uppsala Universitetet. Arkiverad från originalet den 12 januari 2016. https://web.archive.org/web/20160112075631/http://www.ucdp.uu.se/gpdatabase/gpcountry.php?id=55&regionSelect=1-Northern_Africa. Läst 18 april 2013.